# Bleihemdgranate

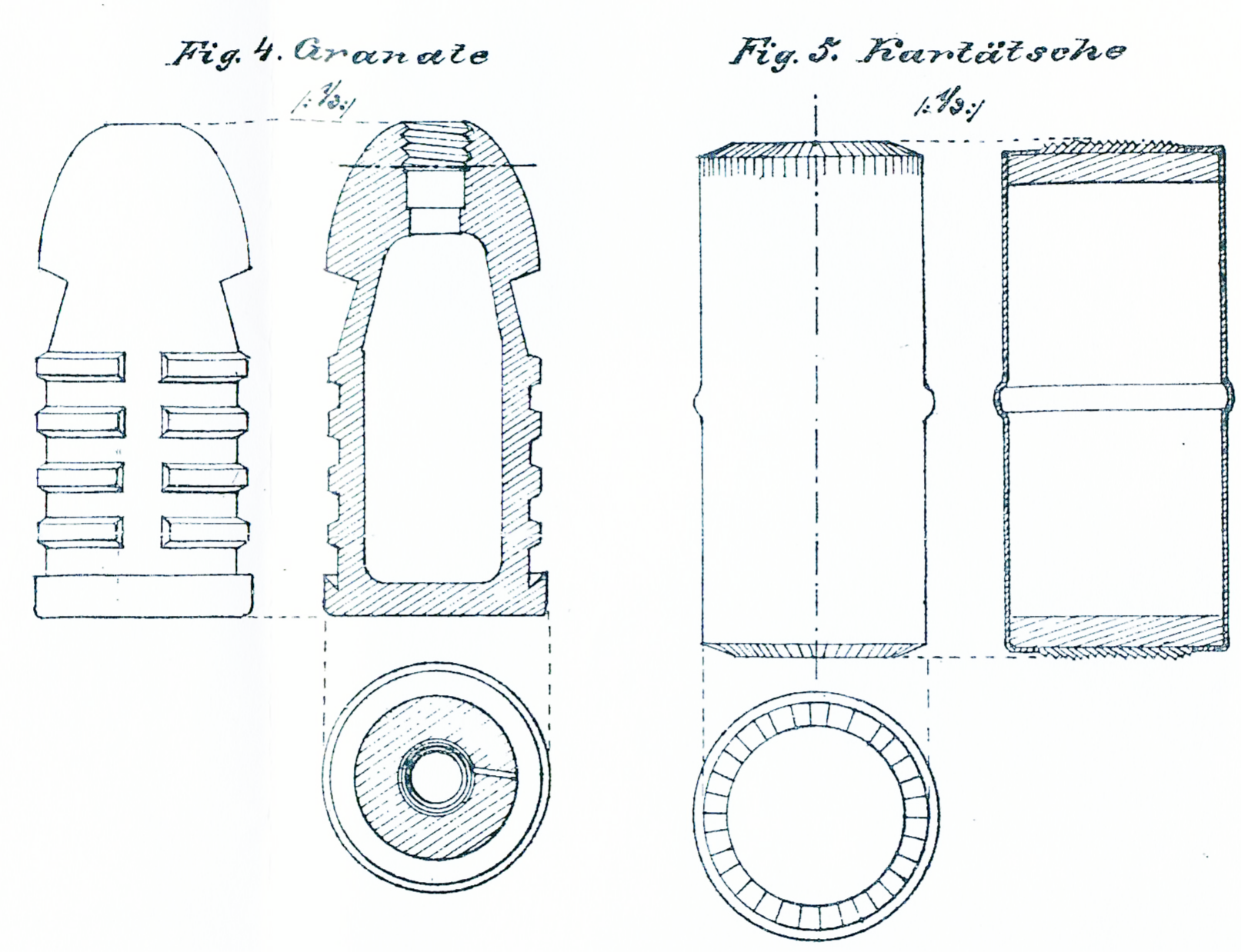
Preußische 8-cm- oder 9-cm-Bleihemdgranate. Die Abbildung zeigt den gusseisernen Granatkörper vor dem Umgießen mit Blei.

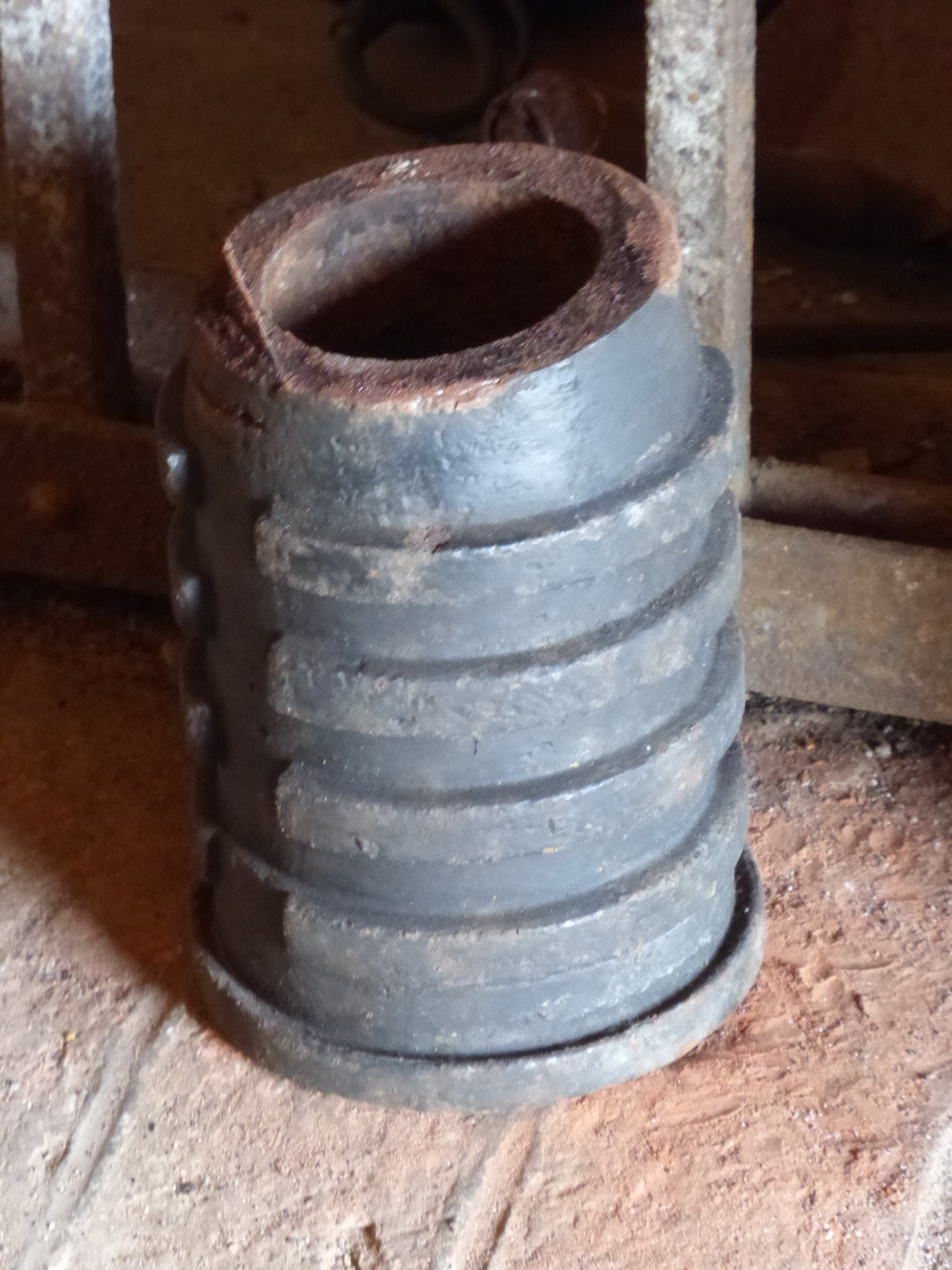
Hinterer Teil des gusseisernen Körpers einer preußischen Bleimantelgranate. Der vordere Teil wurde bei der Delaborierung abgesägt.

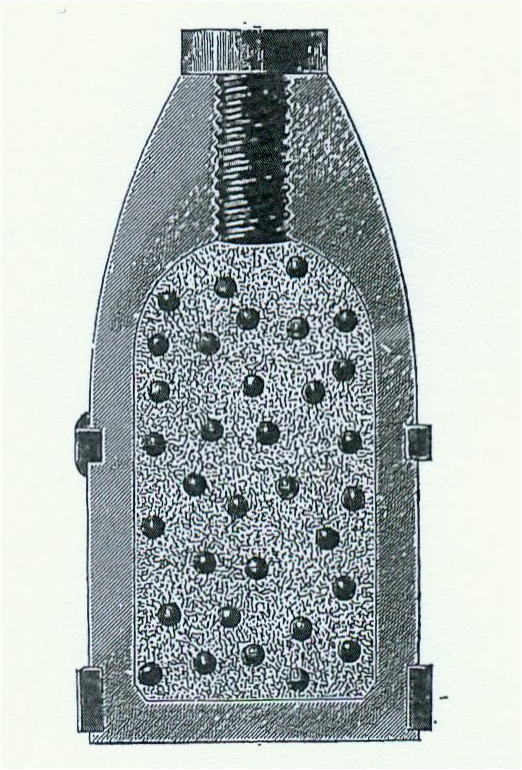
Die französische Granate nach dem System La Hitte war das Gegenstück zur preußischen Bleihemdgranate. Sie besaß Führungswarzen aus Zink und einen Brennzünder.

Als Bleihemdgranaten werden Granaten bezeichnet, deren Granathülse teilweise mit Blei ummantelt ist.
Mitte des 19. Jahrhunderts wurden von verschiedenen Nationen (zum Beispiel Frankreich und Preußen) Versuche unternommen, die Reichweite und Zielgenauigkeit der Artillerie zu steigern, indem man den Geschossen beim Abschuss einen Drall gab (sogenannte Drallstabilisierung). Dazu wurden Langgeschosse aus gezogenen Kanonenläufen verschossen. Zur Verbesserung der Drallübertragung auf das Geschoss wurde dieses mit einem Bleihemd umgeben. Das Bleihemd diente dazu, den Verlauf der Züge des Kanonenrohrs beim Abschuss auf die Granate zu übertragen, diese also in Rotation zu versetzen. Außerdem diente das Bleihemd zur Abdichtung der beim Abschuss entstehenden Pulvergase und damit zur Verbesserung der Kraftübertragung auf das Geschoss.
Das erste für den Einsatz von Bleihemdgranaten vorgesehene preußische Geschütz war die Krupp’sche C/61. Granaten dieses Typs wurden erstmals in den Kriegen 1864, 1866 und 1870–71 eingesetzt. Speziell 1870–71 bewährten sich die preußischen Granaten mit Aufschlagzünder besser als die französischen mit Brennzünder.